# Markus M. Hess

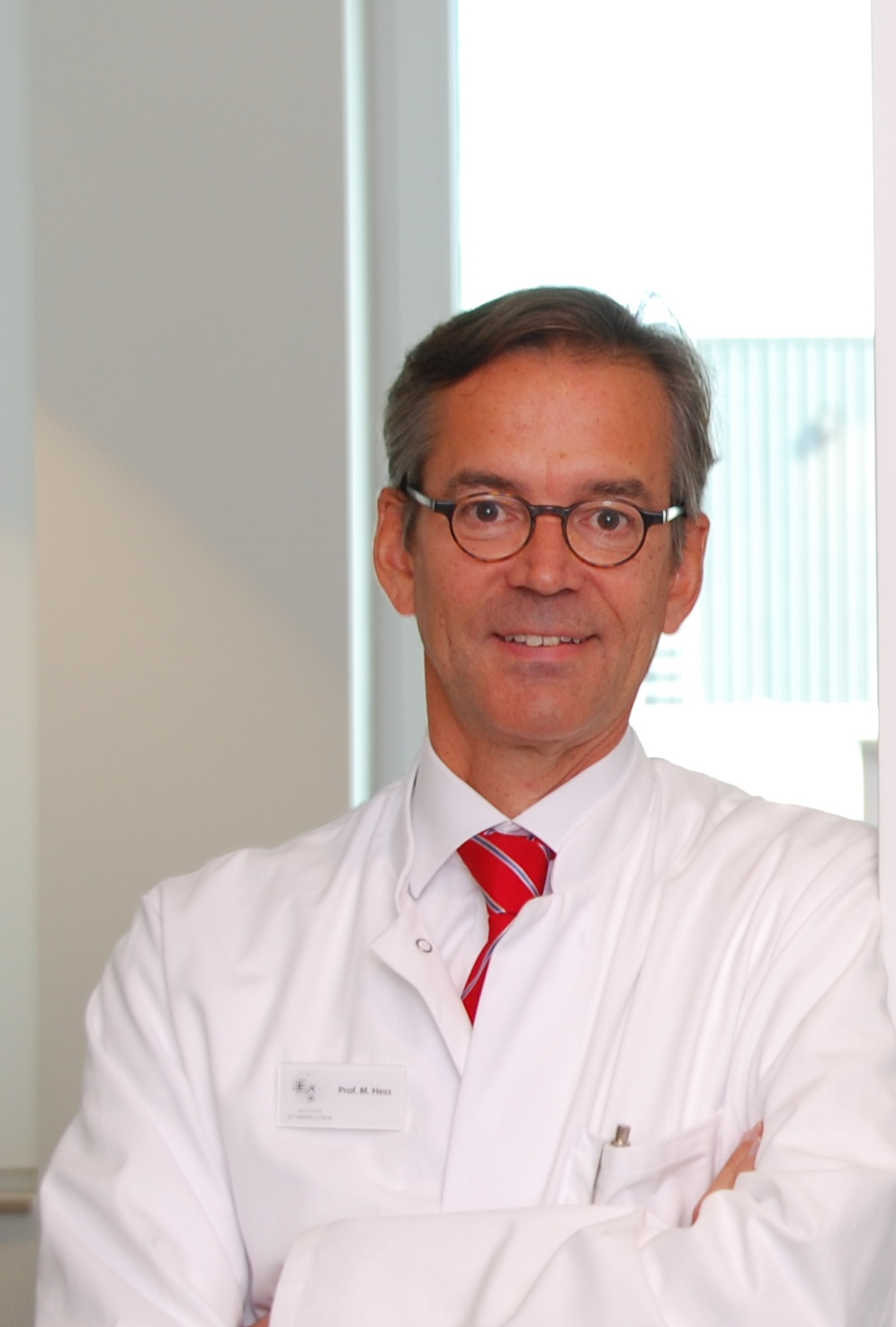
Markus Maria Hess

Markus Maria Hess (* 6. April 1959 in Washington, D.C.) ist ein deutscher Mediziner. Hess ist Facharzt für Hals-Nasen-Ohren-Heilkunde und Facharzt für Phoniatrie und Pädaudiologie. Von 1998 bis 2014 war er Direktor der Klinik und Poliklinik für Hör-, Stimm- und Sprachheilkunde (Phoniatrie und Pädaudiologie) des Universitätsklinikum Hamburg-Eppendorf (UKE). Hess ist Leiter des Medical Voice Center, welches er unter dem damaligen Namen Deutschen Stimmklinik im Jahr 2014 auf dem Gelände des UKE gründete. Hess wurde mit komplexen mikrochirurgischen Eingriffen bekannt, mit denen er Berufssprechern und Sängern die Weiterführung der Karriere ermöglichte.

## Werdegang
Hess wurde 1959 als jüngstes von vier Kindern in Washington, D.C., USA geboren. Die Familie lebte in den USA, da der Vater Eduard Hess dort als Wissenschaftlicher Attaché der Deutschen Botschaft tätig war. Bis 1966 blieb die Familie in den Vereinigten Staaten und kehrte dann nach Deutschland zurück. Hess ging in Frankfurt, Königstein/Taunus und Hanau zur Schule und legte 1978 das Abitur mit Auszeichnung ab. Es folgte ein Studium der Humanmedizin in Mainz von 1978 bis 1985 sowie die Ablegung des amerikanischen Medizin-Examens (ECFMG). Im Jahr 1985 erfolgte die Promotion über hochauflösende Schilddrüsensonographie an der Universitätsmedizin der Johannes Gutenberg-Universität Mainz. Nach dem Grundwehrdienst als Stabsarzt über 18 Monate schloss er die Weiterbildung zum Facharzt für HNO-Heilkunde von 1987 bis 1991 an der Universitäts-HNO-Klinik in Düsseldorf unter Karl-Heinz Vosteen an. 1992 wechselte er zur Phoniatrie/Pädaudiologie an die Freie Universität (FU) Berlin nach Steglitz unter Manfred Gross. 1993 bis 1997 war er Oberarzt an der Klinik für Phoniatrie und Pädaudiologie der FU Berlin. 1995 wurde er Facharzt für Phoniatrie/Pädaudiologie. Er wurde 1995 über ein Thema der Kontaktdruckmessung am Kehlkopf habilitiert. Im Jahr 1997/1998 erhielt Hess ein Stipendium nach dem Heisenberg-Programm der Deutschen Forschungsgemeinschaft (DFG), um an der Harvard Medical School und dem Massachusetts General Hospital zu forschen. Sein Mentor dort war Steven M. Zeitels (Center for Laryngeal Surgery and Voice Rehabilitation und MGH Voice Center). Im Jahr 1997 erhielt Hess zwei Rufe: an die Uniklinik RWTH Aachen und das Universitätsklinikum Hamburg-Eppendorf. Er ging nach Hamburg und leitete dort seit 1998 die Poliklinik für Hör-, Stimm- und Sprachheilkunde. Im Oktober 2014 gründete er die Deutsche Stimmklinik, die später in Medical Voice Center umbenannt wurde, zusammen mit Susanne Fleischer und Frank Müller. Seine akademische Tätigkeit in Forschung und Lehre übt er weiterhin als Fakultätsmitglied des UKE aus. Hess lebt in Hamburg, ist verheiratet und hat drei Kinder.

## Leistungen
Hess beschäftigt sich mit endoskopischen und phonochirurgischen Verfahren, vor allem Phonomikrochirurgie und Operationen am wachen Patienten. Sein besonderer Fokus liegt auf der Behandlung von Stimmstörungen und ebenso der Behandlung von Betroffenen in Sprech- und Singberufen (Berufssprecher, Sänger, Moderatoren). Seit einigen Jahren hat sich Hess auf die Stimmfeminisierung transgeschlechtlicher Frauen spezialisiert. Er ist weiterhin spezialisiert auf Diagnostik und Behandlung von Rekurrensparese und Papillomen, aber auch auf Stimm-Rehabilitation nach Tumor-Operationen an Stimmlippen und Kehlkopf. Hess führt nach eigenen Angaben europaweit mit die meisten phonochirurgischen Operationen durch (600 phonochirurgische Eingriffen pro Jahr). Neben klinischen und wissenschaftlichen Verbesserungen bei der Diagnostik und Therapie von Stimmstörungen, hält Hess ein Patent für LED-Stroboskopie. Hess führt vielfache Interventionen mit CO2-Laser, Dioden-Laser und KTP-Laser, ambulante Unterfütterungen (Augmentationen), Thyreoplastiken und Botulinumtoxin-Behandlungen durch. In Forschung und Wissenschaft beschäftigt er sich u. a. mit der Etablierung eines Pico-Sekunden-Infrarot-Lasers (PIRL) zur narbenfreien Behandlung kleinster Läsionen der Stimmlippen in Kooperation mit einer internationalen Arbeitsgruppe um R. J. Dwayne Miller vom DESY. Er entwickelte mikrochirurgische Instrumente und Endoskopiesysteme mit verschiedenen Firmen. In der Forschung hat sich Hess ferner auf Stimmphysiologie, Stimmlippenschwingungsanalyse und Stimmstörungen verschiedenster Ursachen fokussiert. Er hält Vorträge auf Kongressen und gibt Kurse über Themen um die Stimme und Phonochirurgie.

## Ehrungen/Mitgliedschaften
- Hufeland-Preisträger 2003[4]
- Gründungsmitglied der European Academy of Voice (EAV)[5]
- Gründungsmitglied und seit 2015 Präsident der Pan European Voice Conferences (PEVOC)[6]
- Präsident des internationalen Collegium Medicorum Theatri (CoMeT)[7]
- Scientific-Council des European Laryngological Society (ELS)[8]
- Ehrenmitgliedschaft der Austrian Voice Institute seit 2016[9]
- Gründungsmitglied der Deutschen Gesellschaft für Phonochirurgie (DGPP)[10]
- Deutsche Gesellschaft für Endoskopie und Bildgebende Verfahren e.V. (DGE-BV)[11]
- Deutsche Berufsverband der Fachärzte für Phoniatrie und Pädaudiologie e.V.[12]
- Union der Europäischen Phoniater (UEP)[13]
- European Academy of Phoniatrics (EAP)[14]
- International Association of Logopedics and Phoniatrics (IALP)[15]
- Deutsche Gesellschaft für HNO-Heilkunde, Kopf- und Hals-Chirurgie (DGHNO KHC)[16]
- Faculty der World Phonocon 2017[17]
- Generalsekretär der International Association of Phonosurgery (IAP)[18]
- Präsident der International Association of TransVoice Surgeons[19]
- Hamburger Arbeitskreis für das Hörscreening bei Neugeborenen (HAHN)
- Deutsche Gesellschaft für Audiologie (DGA)
- Deutsch-vietnamesische Gesellschaft zur Förderung der Medizin in Vietnam e.V. (DEVIEMED eV)
- Berufsverband der Phoniater und Pädaudiologen (BVPP)
- Freundes- und Förderkreis des UKE (FFK)
- Deutscher Hochschulverband (DHV)
- Rotary (RC)

## Editorial- und Beiratsmitgliedschaften
- Journal of Voice, USA[20]
- Annals of Otolaryngology[21]
- The Laryngoscope[22]
- Logopedics Phoniatrics Vocology (LPV): Associate Editor[23]
- HNO[24]
- Laryngologie Rhinologie Otologie[25]
- American Journal of Respiratory and Critical Care Medicine (ATS Journals)[26]
- European Archives of Otorhinolaryngology[27]
- Biomed Research International[28]

## Veröffentlichungen (Auswahl)
- Neue Verfahren und Techniken der Stimmlippenchirurgie. In: HNO-Nachrichten. Band 46, Nr. 3, (28. Juni) 2016 (Online).
- Stimmfeminisierung. Chirurgisch zur höheren Stimmlage. In: HNO-Nachrichten. Band 48, Nr. 3, 2018 (Online-Version).
- Ambulante Kehlkopfoperationen – transnasal und transoral. In: HNO-Nachrichten. Band 50, Nr. 2, 2020 (Online-Version).
- Percutaneous fibre guided laser surgery of the endolarynx. In: ent and audiology news. Band 28, Nr. 6, Januar/Februar 2020 (Online-Version).